# وليام فرانكفاثر
وليام فرانكفاثر (بالإنجليزية: William Frankfather)‏ مواليد 4 أغسطس 1944 في كيرميت، الولايات المتحدة - الوفاة 28 ديسمبر 1998 في لوس أنجلوس، هو ممثل أمريكي بدأ مسيرته الفنية سنة 1976.

## الأعمال
- هاري وآل هندرسون
- الموت أصبح هي

## روابط خارجية
- وليام فرانكفاثر على موقع IMDb (الإنجليزية)
- وليام فرانكفاثر على موقع ألو سيني (الفرنسية)
- وليام فرانكفاثر على موقع أول موفي (الإنجليزية)
- وليام فرانكفاثر على موقع قاعدة بيانات الأفلام السويدية (السويدية)
- وليام فرانكفاثر على موقع قاعدة بيانات الفيلم (الإنجليزية)
- وليام فرانكفاثر على موقع كينوبويسك (الروسية)